# Pierre Ferrazzi
Pierre Ferrazzi est un footballeur français né le 16 juillet 1946 à Dijon (Côte-d'Or). Il mesure 1,76 m pour 74 kg.

## Biographie

### Joueur
Ce joueur a été attaquant  à Grenoble où il a été meilleur buteur de Division 2 en 1966. Il a par la suite joué au FC Nantes et au Stade de Reims. Il a ainsi disputé le dernier match officiel de Raymond Kopa avec Reims en 1968.

### Entraîneur
Il terminera sa carrière au Valence CF et deviendra entraîneur de ce club, puis de son concurrent local l'USJOA Valence, qu'il fera monter en sept ans du Championnat de Promotion Honneur à la Division 2. Il entraînera ensuite l'équipe issue de la fusion des clubs valentinois, l'ASOA Valence.

## Carrière

### Carrière de joueur
- 1962-1965 : CSL Dijon
- janv. 1965-1967 : FC Grenoble
- 1967-nov. 1968 : RC Joinville
- nov. 1967-oct. 1968 : FC Nantes
- oct. 1968-1969 : Stade de Reims
- 1969-1970 : AC Ajaccio
- 1970-1971 : AS aixoise
- 1971-1974 : Stade poitevin PEP
- 1974-1975 : FC Valence (entraîneur-joueur)[1]

### Carrière d'entraîneur
- 1974-1975 : FC Valence
- 1984-1991 : USJOA Valence
- 1991-1993 : ASOA Valence

## Palmarès

### Palmarès de joueur
- En sélection
  - International juniors
  - International amateurs
  - International militaires

- En club
  - Meilleur buteur du Championnat de France de Division 2 en 1966 (30 buts) avec le FC Grenoble